# Denis Ducarme

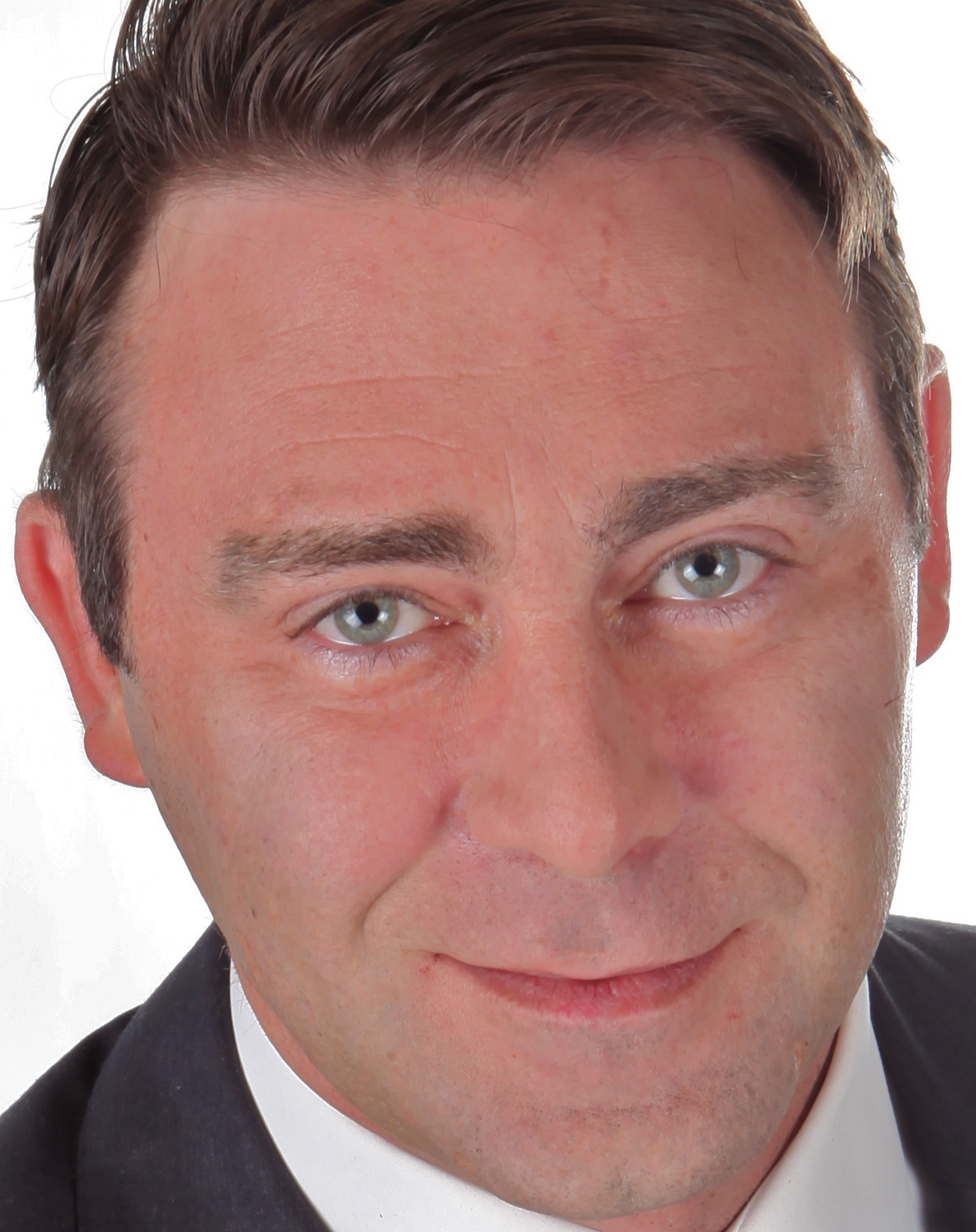
Denis Ducarme (2010)

Denis Ducarme (* 23. Oktober 1973 in Watermael-Boitsfort/Watermaal-Bosvoorde) ist ein belgischer Politiker der Partei Mouvement Réformateur (MR). Ducarme ist Mitglied der Abgeordnetenkammer und Föderalminister für den Mittelstand, für Selbständige, KMU, Landwirtschaft und gesellschaftliche Integration in der Regierung Michel II. In der Regierung Michel I war er ebenfalls Minister mit ähnlichem Aufgabenbereich. Auf lokaler Ebene war er von 2000 bis 2003 Schöffe in Thuin.

## Leben
Denis Ducarme ist der älteste Sohn des ehemaligen Ministerpräsidenten der Region Brüssel-Hauptstadt, Daniel Ducarme (MR). Er studierte Politikwissenschaften sowie Internationale und europäische Beziehungen an der Université Libre de Bruxelles (ULB).
Eingestiegen in die Politik ist Ducarme im Jahr 2000, als er sowohl in den Provinzrat von Hennegau als auch in den Gemeinderat von Thuin gewählt wurde. In Thuin wurde er im selben Jahr Schöffe für öffentliche Arbeiten, Wirtschaft, Beschäftigung und Sport. Im Dezember 2003 reichte er nach Meinungsverschiedenheiten innerhalb der Mehrheit allerdings seinen Rücktritt ein.
Ducarme wurde 2003 in die föderale Abgeordnetenkammer gewählt, in der er sich mit der belgischen Verteidigungs-, Sicherheits- und Immigrationspolitik auseinandersetzte. Er engagierte sich insbesondere für die Bekämpfung des Islamismus und war einer der Autoren eines Gesetzes zur Einführung des Verbots des öffentlichen Tragens von Kleidung, die das Gesicht vollständig oder größtenteils verdeckt (Verschleierungsverbot). Ab 2014 war er Fraktionsvorsitzender der MR in der Kammer.
Im Juni 2017 entzog die cdH auf der Ebene der Wallonischen Region der regierenden PS-cdH-Koalition das Vertrauen und betrieb daraufhin mit der MR ein konstruktives Misstrauensvotum zur Bildung einer neuen MR-cdH-Regierung („Blaue Orange“). Als daraufhin Willy Borsus (MR) neuer Ministerpräsident wurde, überließ dieser Ducarme sein Ministeramt in der Föderalregierung.
Auf lokaler Ebene ist Ducarme seit 2006 Mitglied des Öffentlichen Sozialhilferats in Momignies.

## Ducarmes politische Ämter
- 2000–2006: Mitglied des Gemeinderats in Thuin
- 2000 – 2003: Schöffe in Thuin
- 2000 – 2003: Mitglied des Provinzrates von Hennegau
- 2003 – heute: Mitglied der föderalen Abgeordnetenkammer (teilweise verhindert)
- 2006 – heute: Mitglied des Öffentlichen Sozialhilferats von Momignies
- 2017 – 2018: Föderaler Minister für Mittelstand, Selbständige, KMU, Landwirtschaft und soziale Integration in der Regierung Michel I
- 2018 – heute: Föderaler Minister für Mittelstand, Selbständige, KMU, Landwirtschaft und gesellschaftliche Integration in der Regierung Michel II mit Zuständigkeit für Großstädte